# Edward Cornwallis
Edward Cornwallis (Londra, 5 marzo 1713 – Gibilterra, 14 gennaio 1776) è stato un generale britannico.
Fondò la città di Halifax, in Nuova Scozia, con 2.576 coloni e prestò in seguito servizio come Governatore di Gibilterra.

## Biografia

### I primi anni
Egli era il figlio sestogenito di Charles, IV Barone Cornwallis, e di sua moglie lady Charlotte Butler, figlia del Conte di Arran. La famiglia Cornwallis possedeva una grande residenza a Culford nel Suffolk e le Isole del Canale. Suo nonno, Charles Cornwallis, III barone Cornwallis, era stato Primo Lord dell'Ammiragliato e suo nipote, Charles Cornwallis, I marchese Cornwallis, diventerà un valente generale britannico nel corso della Guerra d'indipendenza americana e poi Governatore generale dell'India.
Fratello gemello di Frederick Cornwallis (poi arcivescovo di Canterbury), sia Edward che Frederick divennero paggi reali all'età di 12 anni. Iscritto al College di Eton a 14 anni, a 18 Edward entrò come ufficiale nel 47th Regiment of Foot nel 1731.

### Carriera militare

#### La Guerra di Successione austriaca
Cornwallis prese parte alla Battaglia di Fontenoy durante la Guerra di Successione austriaca ed alla Rivolta giacobita del 1745.

#### La fondazione di Halifax

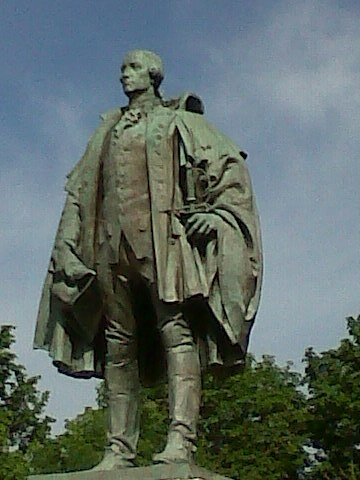
Statua di Cornwallis del rinomato scultore newyorkese J. Massey Rhind, Halifax, Nuova Scozia (1931)

Il governo britannico nominò Cornwallis Governatore della Nuova Scozia col compito di stabilire un nuovo insediamento inglese per contrastare la vicina Fortezza di Louisbourg, possedimento francese. Egli salpò dall'Inghilterra a bordo della HMS Sphinx il 14 maggio 1749, seguito da una spedizione di 15 vascelli con a bordo circa 2500 coloni. Cornwallis giunse al porto di Chibouctou il 21 giugno 1749, seguito dal resto della flotta cinque giorni dopo. Vi fu un solo morto durante il viaggio al contrario di quanto solitamente accadeva durante le tratte transatlantiche per i motivi più disparati.
Cornwallis si scontrò immediatamente con una decisione complessa: dove posizionare il villaggio. Gli organizzatori dell'insediamento in Inghilterra avevano consigliato Point Pleasant per il suo vicino accesso all'oceano e per la facilità nella difesa. I suoi consiglieri navali, invece, si opposero per la difficoltà di attracco delle navi provenienti dalla madrepatria, preferendovi Bedford Basin, con acque più profonde. Altri preferivano Dartmouth. Cornwallis prese infine la decisione di costruire il villaggio nel luogo dell'attuale Downtown Halifax, a metà strada dal porto con acque profonde, protetto da colline difendibili (oggi conosciute come Citadel Hill). Il 24 luglio, il progetto del villaggio era stato disegnato ed il 20 agosto iniziò l'assegnazione dei lotti ai coloni. L'insediamento prese il nome di "Halifax" da George Montagu-Dunk, II conte di Halifax, il presidente della Board of Trade and Plantations che aveva pianificato l'operazione di insediamento.

#### Relazioni con la Confederazione Wabanaki

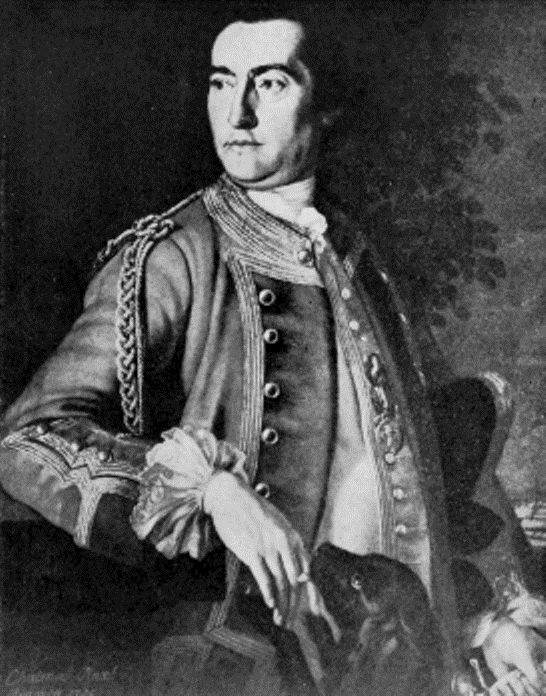
Edward Cornwallis in un ritratto di Sir George Chalmers (1755)

Una delle prime priorità di Cornwallis fu di far pace con la Confederazione Wabanaki, che includeva i Mi'kmaq. (La confederazione si era schierata con la Nuova Francia per quattro guerre di seguito, a partire dalla Guerra di Re Guglielmo.) Un gruppo di Maliseet, Passamaquoddy ed una banda di Mi'kmaq incontrò Cornwallis nell'estate del 1749. I gruppi si accordarono con gli inglesi per porre fine ai combattimenti e per rinnovare i primi trattati firmati a Boston.
Ad ogni modo gli sforzi di Cornwallis per convenire ad una pace si dimostrarono un fallimento. I trattati siglati ad Halifax rappresentarono infatti principalmente gruppi nativi del Nuovo Brunswick. Gran parte dei capi Mi'kmaw in Nuova Scozia avevano infatti visto la fondazione della città di Halifax come una violazione del primo trattato con i Mi'kmaq del 1726, realizzato dopo la Guerra di Father Rale. I capi Mi'kmaw si incontrarono a St. Peters a Cape Breton nel settembre del 1749 per rispondere alle mosse inglesi. I gruppi composero una lettera per Cornwallis mettendo in chiaro che, pur tollerando la piccola guarnigione ad Annapolis Royal, si opponevano completamente all'insediamento di Halifax: "Il posto dove siete, dove state costruendo strutture, dove ora state costruendo anche un forte, dovunque vogliate, l'avete preso da soli, questa terra di cui voi volete essere il padrone assoluto, questa terra appartiene a noi". Cornwallis non aveva autorità per rispondere con l'abbandono di Halifax mentre i capi Mi'kmaw continuavano a sostenere che l'insediamento fosse "il più grande furto che avete perpetrato contro di noi."
Dopo l'invio della lettera, iniziò un'ondata di attacchi dei Mi'kmaw. Nella Baia di Chignecto, due navi inglesi vennero attaccate mentre altre due vennero colpite a Canso. Ad Halifax, iniziarono attacchi contro i coloni e i soldati. Questo conflitto a lungo termine è indicato da alcuni storici come la Guerra di Padre Le Loutre.

#### La guerra di Padre Le Loutre

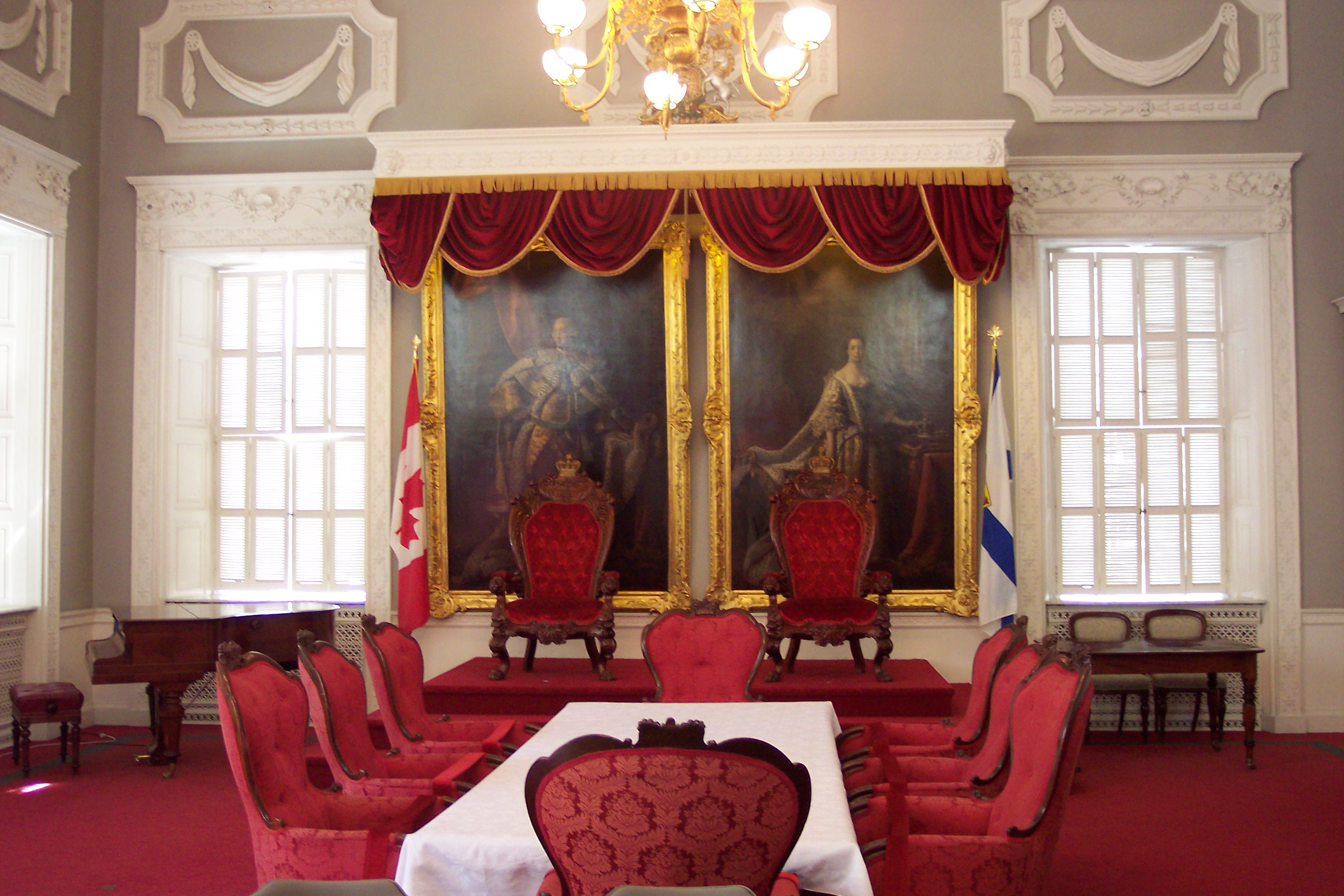
Il tavolo usato effettivamente da Edward Cornwallis nella Sala Rossa del Consiglio della Nuova Scozia (1749), nella Casa Provinciale (Nuova Scozia)

Cornwallis iniziò dunque a progettare un modo per stabilire dei forti nell'area dell'Acadia, collocati a Windsor (Fort Edward), Grand Pre (Fort Vieux Logis) e Chignecto (Fort Lawrence). Come risultato, durante i primi tre anni di Cornwallis in Nuova Scozia, gli acadi e il popolo Mi'kmaq orchestrarono attacchi contro gli inglesi a Chignecto, Grand Pre, Dartmouth, Canso e ad Halifax. I francesi eressero forti a Saint John, Chignecto e a Port Elgin (New Brunswick). Le forze di Cornwallis risposero agli attacchi a Mirligueche (poi conosciuta come Lunenburg), Chignecto e St. Croix.
Una guerra di frontiera tra la Confederazione Wabanaki e la Nuova Inghilterra era iniziata già dal 1688 con la guerra di Re Guglielmo. Dall'epoca in cui però Cornwallis era giunto ad Halifax, la Confederazione Wabanaki si portò sempre più a proteggere le sue terre uccidendo molti civili inglesi e scatenando nuove guerre tra nativi e coloni.

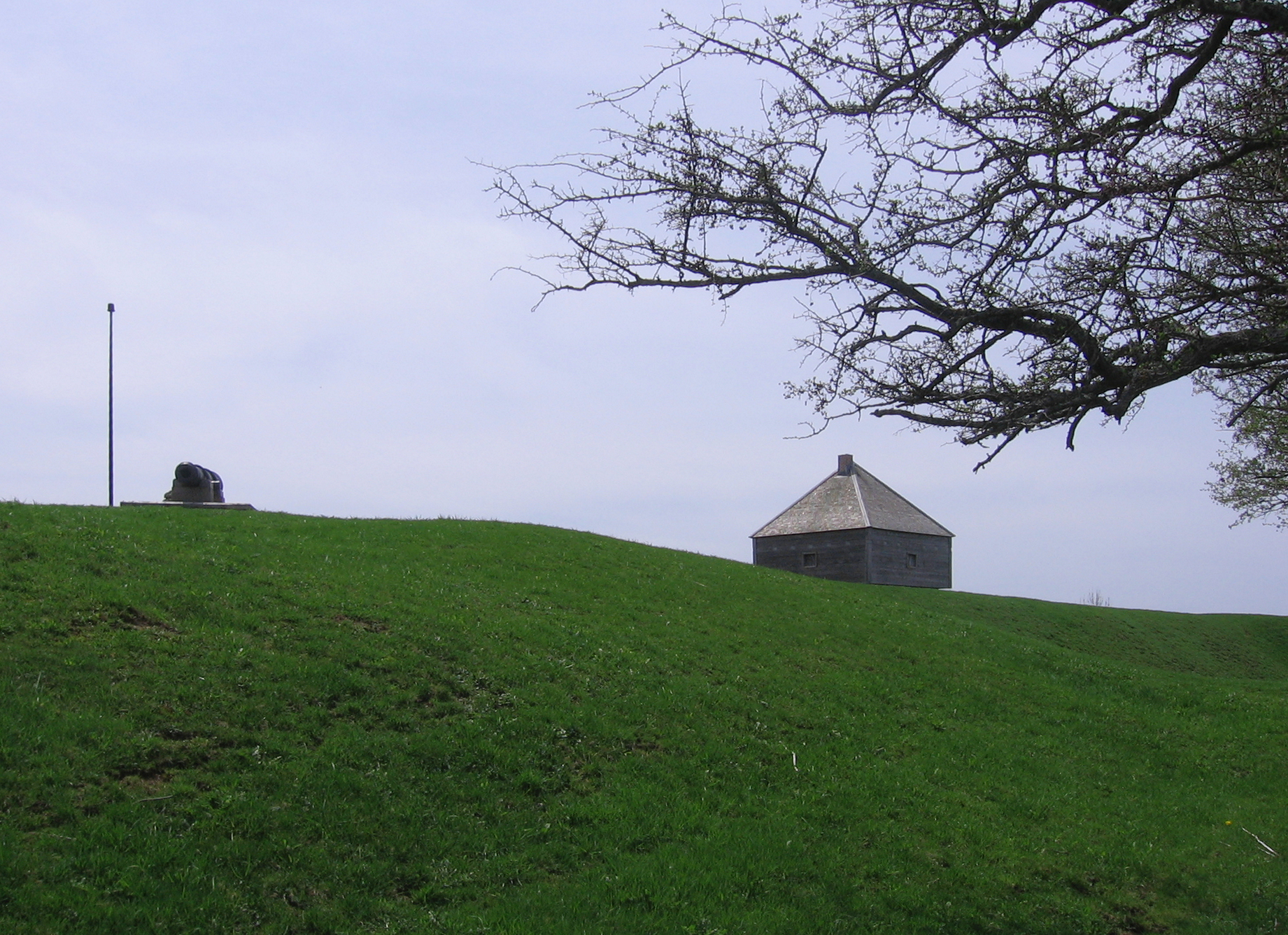
Fort Edward (Nuova Scozia), chiamato così in onore di Edward Cornwallis

D'altro canto, per prevenire il massacro delle famiglie britanniche ad opera di Wabanaki e francesi, prima di Cornwallis, diversi governatori del Massachusetts istituirono cacciatori di teste per combattere i nativi. Cornwallis seguì questo esempio dal 1749 per proteggere i coloni in Nuova Scozia dai Mi'kmaq.
In Acadia e in Nuova Scozia la guerra fu totale e con perdite da entrambe le parti, anche tra i non combattenti. Mentre gli inglesi pagavano i rangers della Nuova Inghilterra per ottenere scalpi dei Mi'kmaq, i francesi pagavano membri della Confederazione Wabanaki per avere gli scalpi inglesi. Secondo lo storico Geoffery Plank, entrambe le fazioni in guerra videro il conflitto come una "guerra di razza" e sia i Mi'kmaq che gli inglesi erano motivati univocamente a rimanere gli unici padroni della penisola della Nuova Scozia.
Dopo diciotto mesi di combattimenti inconcludenti, le comunità Mi'kmaq e inglese iniziarono a fare delle riflessioni su quando accaduto. Dall'estate del 1751 il governatore Cornwallis iniziò a portare avanti una politica locale più conciliante. Per più di un anno, Cornwallis cercò di negoziare la pace coi capi Mi'kmaq. Il 16 febbraio 1752, sperando di proclamare così la pace, egli si riappellò alla proclamazione del 1749 con la Confederazione Wabanaki. Egli per questo lasciò la colonia nel 1752.
Cornwallis lasciò così la Nuova Scozia nel 1752, tre anni prima della conclusione della Guerra di Padre Le Loutre nel 1755.

#### La Guerra dei Sette anni
Nel novembre del 1756 Cornwallis fu uno dei tre colonnelli che ebbero l'ordine di procedere verso Gibilterra e da qui imbarcarsi alla volta di Minorca, che si trovava sotto assedio a opera dei francesi. L'ammiraglio John Byng richiese un consiglio di guerra, che coinvolse lo stesso Cornwallis, e consigliò di ritornare a Gibilterra lasciando la guarnigione di Minorca a sé stessa.  Cornwallis fu uno anche degli ufficiali che nel settembre del 1757 compì il Raid di Rochefort, che vide il fallimento di un'operazione anfibia sulle coste francesi.

### Governatore di Gibilterra
Cornwallis prestò servizio come Governatore di Gibilterra dal 14 giugno 1761 fino a quando morì all'età di 62 anni.
Il suo corpo fece dunque rientro in Inghilterra per trovare sepoltura nella chiesa parrocchiale di Culford, presso Bury St. Edmunds, il 9 febbraio 1776.